# Tansei–4
Tansei–4 (jelentése: kék színű) a második Japán tudományos műhold.

## Küldetés
A Tokiói Egyetem tervei alapján négy Tansei tesztműhold készült. A NASDA (National Space Development Agency/Japán Nemzeti Űrfejlesztési Hivatal) és az ISAS (Institute of Space and Astronautical Science/Japán Űr- és Asztronautikai Intézmény) együttműködésével 1971-1980 között indították, tesztelték a műholdat (működőképességét, irányító, követő rendszerét), a Mu hordozórakétát (előkészítés, kilövés, üzemeltetés) és a kapcsolódó követő rendszerek összhangját. A Tansei műholdsorozat negyedik tagja.

## Tansei
- Tansei–1
- Tansei–2
- Tansei–3
- Tansei–4

## Jellemzői
1980. február 17-én a Kagosimai ISAS űrközpontból (Kagosima Space Center) egy Mu–3S hordozórakétával állították magas Föld körüli pályára (HEO = High-Earth Orbit)[forrás?].
Megnevezései: Tansei–4; Tansei–4 (1980-015A); Mu Satellite–Test (MS–T4). Kódszáma: SSC 11706.
Az űreszköz nyolcszög alakú henger, átmérője 92,8, magassága 85 centiméter, tömege 185 kilogramm. A műhold rendelkezett magnetométerrel és spektrométerrel. Mechanikusan stabilizált. Mérte a stabilizációt biztosító giroszkóp sebességét. Elősegítette az optikai és elektronikus (radar) megfigyelést. Technikai elemei – telemetria adó, a  Command vevő és dekódoló, a mágnesszalagos adatrögzítő. Az űreszköz energia ellátását új típusú napelemtáblák segítségével, éjszakai (földárnyék) energia ellátását ezüst-cink akkumulátorok biztosították. S sávon működő telemetria adóval rendelkezett.  Az orbitális egység pályája 95,7 perces, 38,7 fokos hajlásszögű, elliptikus pálya perigeuma 520 kilométer, az apogeuma 600 kilométer volt.
1985. május 12-én 1180 napot (3,23 év) követően belépett a légkörbe és megsemmisült.